# Johnny Davis (baloncestista de 1955)
Johnny Reginald Davis (Detroit, Míchigan, 21 de octubre de 1955) es un exjugador y exentrenador de baloncesto estadounidense que jugó durante diez temporadas en la NBA y entrenó equipos en la misma competición durante otros cuatro. Con 1,88 metros de estatura, lo hacía en la posición de base. En la actualidad es entrenador asistente de Lionel Hollins en los Memphis Grizzlies.

## Trayectoria deportiva

### Universidad
Jugó durante tres temporadas con los Flyers de la Universidad de Dayton, en las que promedió 19,3 puntos, 4,0 asistencias y 3,5 rebotes por partido. Todavía posee el récord de mejor anotador histórico para un jugador de primer año de los Flyers, promediando 14,3 puntos por partido. Es el decimocuarto jugador que más puntos ha conseguido en la historia, y lideró al equipo en sus tres temporadas en asistencias.

### Selección nacional
En 1975 fue convocado por la selección de Estados Unidos para disputar los Juegos Panamericanos que se disputaron en México, D. F., y donde lograron la medalla de oro.

### Profesional
Fue elegido en la vigésimo segunda posición del Draft de la NBA de 1976 por Portland Trail Blazers, jugando como suplente de Lionel Hollins a las órdenes de Jack Ramsay. Y en su primera temporada en el equipo colaboró con 8,0 puntos y 1,9 asistencias por partido en la consecución del anillo de campeones de la NBA, tras derrotar en la final a Philadelphia 76ers. Tras su destacada actuación en los playoffs, al año siguiente ganó protagonismo, y, aunque siguió siendo suplente, mejoró sus estadísticas hasta los 10,7 puntos y 2,6 asistencias.
Antes del comienzo de la temporada 1978-79 fue traspasado a Indiana Pacers junto a una primera ronda del draft del 78 a cambio de otra primera ronda del mismo draft. En los Pacers se hizo con el puesto de titular desde el primer momento, y sus estadísticas lo notaron. En su primera temporada fue el máximo anotador de su equipo, con 18,3 puntos por partido, a los que añadió 5,7 asistencias y 1,2 robos de balón. Dos temporadas más tarde apareció entre los diez mejores pasadores de la liga, promediando 6,3 asistencias por partido.
En la temporada 1982-83 fue traspasado a Atlanta Hawks a cambio de una futura segunda ronda del draft. Allí compartió las funciones de base con Eddie Johnson, consiguiendo buenos números en las dos temporadas que permaneció en el equipo. En su primera temporada promedió 12,9 puntos y 5,9 asistencias, con cifras muy similares al año siguiente. En 1984 fue traspasado a Cleveland Cavaliers a cambio de Stewart Granger y John Garris, donde jugó año y medio antes de regresar a los Hawks precisamente a cambio del que fuera su compañero Eddie Johnson, donde se retiraría al término de la temporada.

### Entrenador
En 1990 ficha como entrenador asistente de los Atlanta Hawks, ocupando el mismo puesto posteriormente en Los Angeles Clippers y en Portland Trail Blazers, hasta que en la temporada 1996-97 ficha por Philadelphia 76ers como entrenador principal, puesto que ocuparía durante un año antes de ser sustituido por Larry Brown.
Ejerció de nuevo como asistente durante seis temporadas, repartidas entre los New Jersey Nets y los Orlando Magic, hasta que estos últimos lo convirtieran en entrenador principal sustituyendo a Doc Rivers, que había perdido 10 de los primeros 11 partidos de la temporada 2003-04. La temporada no fue bien para los Magic, acabando con 21 victorias y 61 derrotas, pero a pesar de ello continuó una temporada más hasta ser sustituido en el puesto por Chris Jent.
Regresó nuevamente a su puesto de asistente, pasando por Minnesota Timberwolves e Indiana Pacers, hasta llegar en la temporada 2007-08 a Memphis Grizzlies. Allí en 2009 sustituyó interinamente a Marc Iavaroni como entrenador principal durante dos partidos, hasta ser reemplazado por su excompañero en los Blazers Lionel Hollins.

## Estadísticas de su carrera en la NBA

### Temporada regular
| Temporada | Edad | Equipo                 | Liga | P   | TIT | MIN  | TC  | TCA  | %TC  | 3P  | 3PA | %3P  | TL  | TLA | %TL  | R.OF. | R.DEF. | REB | ASIS | ROB | TAP | PER | FP  | PTS  |
| 1976-77   | 21   | Portland Trail Blazers | NBA  | 79  |     | 18.4 | 3.0 | 6.7  | .441 |     |     |      | 2.1 | 2.6 | .794 | 0.8   | 0.8    | 1.6 | 1.9  | 0.5 | 0.1 |     | 1.6 | 8.0  |
| 1977-78   | 22   | Portland Trail Blazers | NBA  | 82  |     | 26.7 | 4.2 | 9.2  | .454 |     |     |      | 2.3 | 2.8 | .828 | 0.8   | 1.3    | 2.1 | 2.6  | 1.0 | 0.2 | 1.8 | 2.1 | 10.7 |
| 1978-79   | 23   | Indiana Pacers         | NBA  | 79  |     | 37.6 | 7.2 | 15.7 | .456 |     |     |      | 4.0 | 5.0 | .793 | 0.9   | 1.5    | 2.4 | 5.7  | 1.2 | 0.3 | 2.7 | 2.2 | 18.3 |
| 1979-80   | 24   | Indiana Pacers         | NBA  | 82  |     | 35.5 | 6.0 | 14.1 | .428 | 0.0 | 0.5 | .095 | 3.7 | 4.3 | .864 | 1.2   | 1.5    | 2.8 | 5.4  | 1.3 | 0.3 | 2.5 | 2.2 | 15.9 |
| 1980-81   | 25   | Indiana Pacers         | NBA  | 76  |     | 33.4 | 5.6 | 12.1 | .465 | 0.1 | 0.4 | .121 | 3.1 | 3.9 | .796 | 0.7   | 1.5    | 2.2 | 6.3  | 1.3 | 0.2 | 2.2 | 2.4 | 14.4 |
| 1981-82   | 26   | Indiana Pacers         | NBA  | 82  | 70  | 32.5 | 6.6 | 14.1 | .467 | 0.1 | 0.3 | .185 | 3.8 | 4.8 | .799 | 0.9   | 1.3    | 2.2 | 4.2  | 0.9 | 0.1 | 2.3 | 2.1 | 17.0 |
| 1982-83   | 27   | Atlanta Hawks          | NBA  | 53  | 33  | 27.6 | 4.9 | 10.7 | .455 | 0.1 | 0.3 | .278 | 3.1 | 3.9 | .796 | 0.7   | 1.7    | 2.4 | 5.9  | 0.8 | 0.1 | 2.2 | 1.9 | 12.9 |
| 1983-84   | 28   | Atlanta Hawks          | NBA  | 75  | 72  | 27.7 | 4.7 | 10.7 | .443 | 0.0 | 0.1 | .000 | 2.9 | 3.4 | .848 | 0.7   | 1.1    | 1.9 | 4.3  | 0.8 | 0.1 | 1.8 | 1.9 | 12.3 |
| 1984-85   | 29   | Cleveland Cavaliers    | NBA  | 76  | 30  | 25.3 | 4.4 | 10.4 | .426 | 0.2 | 0.6 | .261 | 3.4 | 3.9 | .850 | 0.5   | 1.1    | 1.6 | 5.6  | 0.6 | 0.1 | 2.0 | 1.8 | 12.4 |
| 1985-86   | 30   | TOTAL                  | NBA  | 66  | 7   | 15.4 | 2.2 | 5.2  | .430 | 0.0 | 0.2 | .231 | 1.8 | 2.1 | .855 | 0.1   | 0.7    | 0.8 | 3.3  | 0.6 | 0.1 | 1.2 | 1.2 | 6.3  |
| 1985-86   | 30   | Cleveland Cavaliers    | NBA  | 39  | 0   | 15.7 | 2.6 | 6.1  | .430 | 0.1 | 0.3 | .182 | 1.7 | 2.0 | .848 | 0.2   | 0.8    | 0.9 | 2.7  | 0.6 | 0.1 | 1.0 | 1.1 | 7.0  |
| 1985-86   | 30   | Atlanta Hawks          | NBA  | 27  | 7   | 14.9 | 1.7 | 4.0  | .430 | 0.0 | 0.1 | .500 | 1.9 | 2.2 | .864 | 0.1   | 0.6    | 0.7 | 4.1  | 0.5 | 0.0 | 1.4 | 1.2 | 5.3  |
| Total     |      |                        | NBA  | 750 | 212 | 28.3 | 4.9 | 11.0 | .448 | 0.1 | 0.4 | .176 | 3.0 | 3.7 | .821 | 0.7   | 1.3    | 2.0 | 4.5  | 0.9 | 0.2 | 2.1 | 2.0 | 12.9 |

### Playoffs
| Temporada | Edad | Equipo                 | Liga | P  | MIN  | TCA | TC  | 3PA | 3P | TLA | TL  | R.OF. | REB | ASIS | ROB | TAP | PER | FP | PTS | %TC  | %3P  | %FT   | MIN  | PTS  | REB | AST |
| 1976-77   | 21   | Portland Trail Blazers | NBA  | 16 | 436  | 65  | 133 |     |    | 38  | 53  | 10    | 33  | 52   | 28  | 3   |     | 32 | 168 | .489 |      | .717  | 27.3 | 10.5 | 2.1 | 3.3 |
| 1977-78   | 22   | Portland Trail Blazers | NBA  | 6  | 201  | 35  | 76  |     |    | 16  | 23  | 3     | 10  | 13   | 1   | 2   | 11  | 15 | 86  | .461 |      | .696  | 33.5 | 14.3 | 1.7 | 2.2 |
| 1980-81   | 25   | Indiana Pacers         | NBA  | 2  | 74   | 14  | 35  | 0   | 1  | 12  | 13  | 2     | 8   | 11   | 2   | 0   | 1   | 6  | 40  | .400 | .000 | .923  | 37.0 | 20.0 | 4.0 | 5.5 |
| 1982-83   | 27   | Atlanta Hawks          | NBA  | 3  | 113  | 21  | 52  | 0   | 1  | 9   | 10  | 1     | 5   | 27   | 0   | 0   | 5   | 6  | 51  | .404 | .000 | .900  | 37.7 | 17.0 | 1.7 | 9.0 |
| 1983-84   | 28   | Atlanta Hawks          | NBA  | 5  | 131  | 22  | 55  | 0   | 0  | 6   | 6   | 2     | 10  | 24   | 1   | 0   | 4   | 10 | 50  | .400 |      | 1.000 | 26.2 | 10.0 | 2.0 | 4.8 |
| 1984-85   | 29   | Cleveland Cavaliers    | NBA  | 3  | 50   | 12  | 16  | 0   | 1  | 4   | 5   | 1     | 6   | 15   | 5   | 0   | 2   | 5  | 28  | .750 | .000 | .800  | 16.7 | 9.3  | 2.0 | 5.0 |
| 1985-86   | 30   | Atlanta Hawks          | NBA  | 8  | 65   | 9   | 25  | 0   | 0  | 4   | 4   | 2     | 6   | 15   | 2   | 0   | 5   | 6  | 22  | .360 |      | 1.000 | 8.1  | 2.8  | 0.8 | 1.9 |
| Total     |      |                        | NBA  | 43 | 1070 | 178 | 392 | 0   | 3  | 89  | 114 | 21    | 78  | 157  | 39  | 5   | 28  | 80 | 445 | .454 | .000 | .781  | 24.9 | 10.3 | 1.8 | 3.7 |